# GySEV IIs
Die GySEV-Baureihe IIs war eine Personenzug-Schlepptenderlokomotive der Raab-Ödenburg-Ebenfurter Eisenbahn (Győr-Sopron-Ebenfurti Vasút, GySEV).
Die drei Dampflokomotiven wurden von der GySEV als Ergänzungen zu den schon vorhandenen 1B-Personenzuglokomotiven GySEV II 1891 und 1894 bei der Wiener Neustädter Lokomotivfabrik beschafft. Verschiedene Dimensionen der Maschinen lassen deutlich den ungarischen Einfluss erkennen. Die Fahrzeuge  erhielten bei der GySEV die Bahnnummern 101–103.
1925 wurden alle drei Lokomotiven an die Aradi és Csanádi Egyesült Vasutak (ACsEV) abgegeben, die die Betriebsnummern gleich ließen. Dies geschah auch, als die ACsEV 1922 ihre Bezeichnung zu Szeged–Csanádi vasút (SzCsV) änderten. 1946 schließlich gelangten die drei Lokomotiven zu den Ungarischen Staatsbahnen MÁV, die sie mit 273,001–003 bezeichneten.